# Letra cursiva

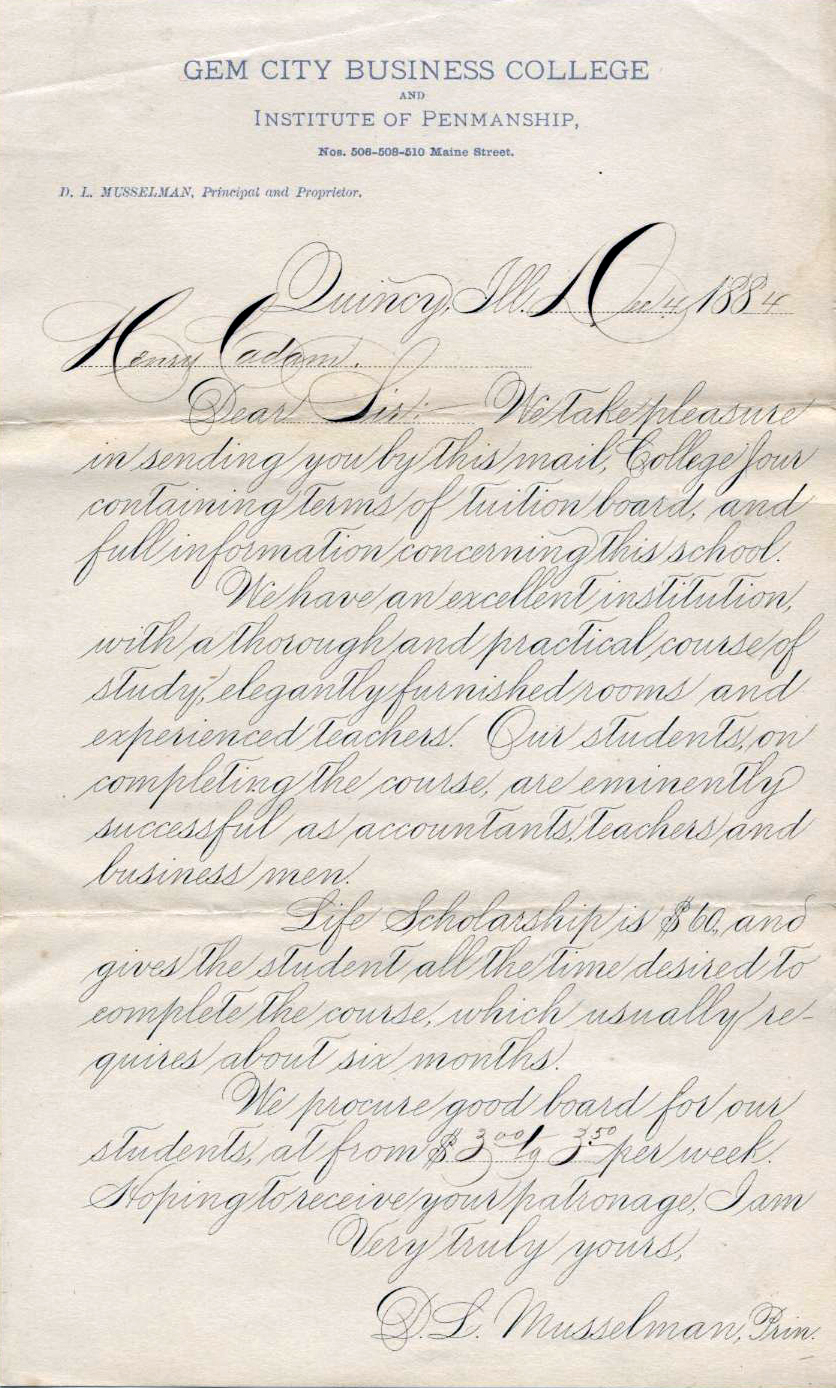
Exemplo de caligrafia cursiva em inglês

Cursivo é qualquer estilo de escrita manual criada para a agilidade na escrita, cujo nome deriva do latim cursivu. Nas línguas que utilizam os alfabetos latino e cirílico as letras das palavras são geralmente ligadas umas às outras, o que permite que a palavra inteira seja escrita com um único traço.
As letras cursivas costumam ser bastante diferentes das letras de imprensa ("letras de fôrma"), sejam elas escritas à mão ou tipografadas. Na cursiva hebraica e na cursiva romana, as letras não costumam ser conectadas.